# 동물 이주
동물 이주(animal migration) 또는 동물 이동은 일반적으로 계절에 따라 개별 동물이 상대적으로 장거리 이동을 하는 것이다. 이는 생태학에서 가장 일반적인 형태의 이주이다. 조류, 포유류, 어류, 파충류, 양서류, 곤충, 갑각류를 포함한 모든 주요 동물 그룹에서 발견된다. 이주 원인은 지역 기후, 지역 식량 가용성, 연중 계절 또는 짝짓기일 수 있다.
단순한 지역적 분산이나 침입이 아닌 진정한 이주로 간주되려면 동물의 이동이 연간 또는 계절에 따라 발생하거나 생활의 일부로서 주요 서식지 변화여야 한다. 연례 행사에는 겨울을 위해 남쪽으로 이동하는 북반구 새 또는 계절에 따라 방목하기 위해 매년 이동하는 누우가 포함될 수 있다. 주요 서식지 변화에는 크기가 몇 인치에 도달했을 때 태어난 강을 떠나는 어린 대서양 연어나 바다 칠성장어가 포함될 수 있다. 일부 전통적인 형태의 인간 이주가 이러한 패턴에 적합하다.
새 고리와 같은 전통적인 식별 태그를 사용하여 이동을 연구하거나 전자 추적 장치를 사용하여 직접 추적할 수 있다. 동물 이주가 이해되기 전에는 따개비 거위가 거위 따개비에서 자랐다는 것과 같은 일부 종의 출현과 소멸에 대한 민속 설명이 공식화되었다.

## 같이 보기
- 회유